# Peridermis
En la histología vegetal, la peridermis o tejido peridérmico  es el revestimiento del cuerpo vegetativo secundario de la planta, que sustituye en su función a la epidermis. Recubre a la planta, justo por encima del floema secundario. Está constituida por tres tipos de células:
- Súber: hacia el exterior.
- Felógeno: células meristemáticas que dan lugar a los demás elementos de la peridermis, más conocido como corteza.
- Células de la felodermis: dispuestas hacia el interior.

## Función
El paso desde el crecimiento primario hasta el crecimiento secundario hace que la planta pase de un grosor pequeño a un grosor muy grande. Esto hace que los tejidos superiores estén sometidos a una gran tensión y, al ser tejidos adultos, terminan por romperse, sin posibilidad de regeneración. Por ello, es necesario crear un nuevo tejido de revestimiento. La destrucción de tejidos afecta tanto a la epidermis como a la corteza, por lo que la peridermis es más que una nueva epidermis, ya que se genera la felodermis, que tiene características muy similares a la corteza. Estos tejidos se unen y forman un cuerpo más rígido.